# نورزمن، استرالیای غربی
نورسمن شهرکی واقع در ناحیه Goldfields-اسپرانس در ایالت استرالیای غربی است که در ۷۲۶ کیلومتر (۴۵۱ مایل) شرق پرت قرار گرفته‌است و ۲۷۸ متر (۹۱۲ فوت) بالاتر از سطح دریا بنا شده‌است. این شهر در ابتدای بزگراه ایر قرار دارد و آخرین شهر این ایالت در نزدیکی ایالتااسترالیای جنوبی است. در سال ۲۰۰۶ جمعیت نورسمن ۸۵۷ نفر بوده‌است.

## تاریخچه
تلاش و تحقیق برای طلا منجر به ایجاد شهر نورسمن شد. طلا برای اولین بار در سال ۱۸۹۲ در حدود ۱۰ کیلومتری جنوب این شهر کشف شد.
نام بومی منطقه نورسمن در زبان بومیان استرالیا "Jimberlana" است.

## در حال حاضر روز
نورسمن شهری کوچک و مرکز معدنکاوی و گردشگری است.

## جغرافیا

### آب و هوا
نورسمن آب و هوای نیمه خشک دارد.